# Johann Crüger
Johann Crüger (Guben, 9 aprile 1598 – Berlino, 23 febbraio 1662) è stato un compositore e organista tedesco, autore di inni molto conosciuti.

## Biografia
Il padre era un albergatore. Fino al 1613, frequentò la scuola di latino di Guben. Poi viaggiò a Sorau, Breslavia e alla fine a Ratisbona, dove ricevette le prime lezioni di musica da Paulus Homberger. Nel 1615 andò a Berlino e poi all'Università di Wittenberg nel 1620, dove studiò teologia. Due anni più tardi fu nominato cantore della chiesa di San Nicola, a Berlino.

Crüger compose numerosi concerti e scrisse estensivamente di educazione musicale.

Nel 1647 scrisse il più importante innario luterano del XVII secolo, Praxis pietatis melica.